# Нобухиро Киотаки
Нобухиро Киотаки (японски: Nobuhiro Kiyotaki, 清滝 信宏) е японски икономист.
Той е професор в Принстънския университет. Известен е с предложените няколко модела, които дават по-дълбоки микроикономически основи за макроикономиката, някои от които играят важна роля в Новата Кейнсианска макроикономика.